# Klein Kölzig

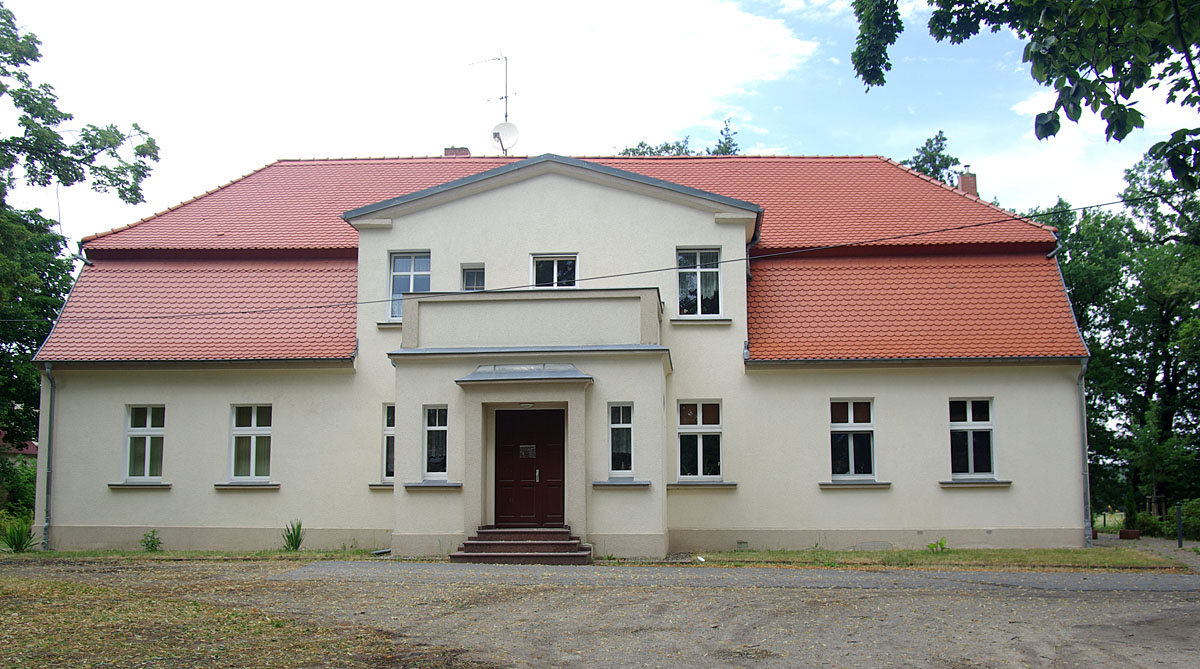
Herrenhaus in Klein Kölzig

Klein Kölzig (niedersorbisch Mały Kólsk) ist ein Ortsteil der Gemeinde Neiße-Malxetal im Landkreis Spree-Neiße im südöstlichen Brandenburg. Es gehört zum angestammten Siedlungsgebiet der Sorben/Wenden.

## Lage
Klein Kölzig liegt in der Niederlausitz, rund elf Kilometer südwestlich von Forst und 20 Kilometer südöstlich von Cottbus. Südöstlich von Klein Kölzig schließt sich der Muskauer Faltenbogen an. Der Ortsteil grenzt im Norden an Gahry, im Osten an Jocksdorf, im Süden an Groß Kölzig, im Südwesten an Bohsdorf mit dem Wohnplatz Bohsdorf-Vorwerk und im Nordwesten an Mattendorf.
Östlich der Ortschaft führt die Bundesstraße 115 vorbei. Westlich von Klein Kölzig liegt der Luisensee, der durch die Flutung der Braunkohlegrube „Franz“ entstanden ist.

## Geschichte
Als Cleyn Koltezik wird das Dorf 1487 erstmals in einer Chronik der Herrschaft Forst erwähnt. Namensgebend ist das Sorbische, das davon zeugt, das bei der Errichtung Pfähle benutzt wurden. Klein Kölzig war zunächst nur ein Vasallengut, das mehrfach in der Geschichte den Besitzer wechselte.

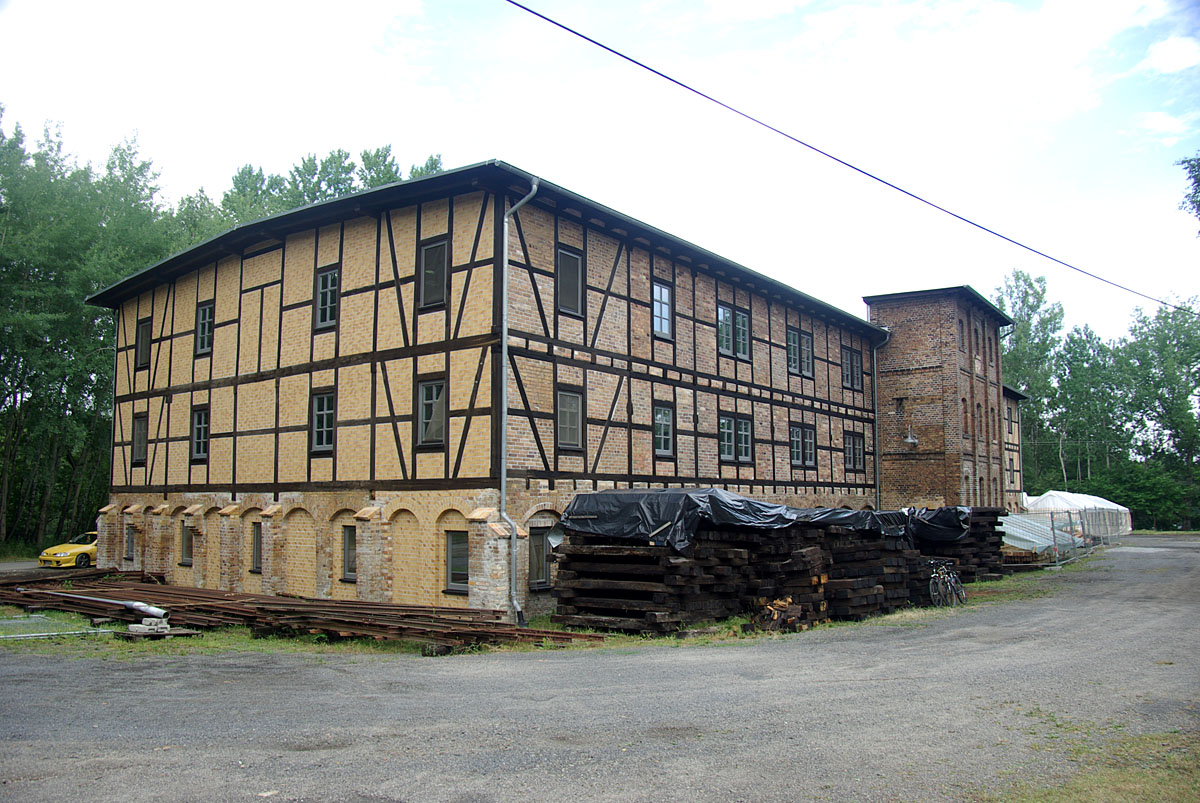
Ziegelei

Nach der auf dem Wiener Kongress beschlossenen Teilung Sachsens wurde Klein Kölzig dem Kreis Sorau in der Provinz Brandenburg zugeordnet. In der Mitte des 19. Jahrhunderts kam die Industrialisierung in das Dorf. 1851 begann der Braunkohleabbau in der Grube Franz. Bis 1854 hatte Klein Kölzig eine eigene Dorfschule, an der bis zum Schluss auch auf Sorbisch unterrichtet wurde, da viele Kinder ohne Deutschkenntnisse in die Schule kamen. An der Bahnstrecke Weißwasser–Forst entstand in der Nähe der Ziegelei eine Brikettfabrik, deren Betrieb 1928 eingestellt wurde.
Nach dem Zweiten Weltkrieg wurde die Grube zur Versorgung der Bevölkerung im Raum Cottbus mit Kohle notdürftig wieder in Betrieb genommen. Der Landkreis Sorau wurde 1946 aufgelöst und Klein Kölzig zunächst in den Landkreis Spremberg umgegliedert. Bei der DDR-Kreisreform im Juli 1952 wurde Klein Kölzig dem Kreis Forst im Bezirk Cottbus zugeordnet. 1958 wurde die Braunkohleförderung endgültig eingestellt. Am 1. Januar 1974 wurde Klein Kölzig nach Groß Kölzig eingemeindet, am 6. Mai 1984 erhielt Klein Kölzig die Eigenständigkeit zurück.
Nach der Wiedervereinigung kam die Gemeinde Klein Kölzig im Dezember 1993 zum Landkreis Spree-Neiße. Am 31. Dezember 2001 schlossen sich die Gemeinden Klein Kölzig, Groß Kölzig, Jocksdorf, Jerischke und Preschen zur neuen Gemeinde Neiße-Malxetal im Amt Döbern-Land zusammen.

## Bevölkerungsentwicklung
| Jahr | Einwohner |
| ---- | --------- |
| 1875 | 187       |
| 1890 | 215       |
| 1910 | 334       |

| Jahr | Einwohner |
| ---- | --------- |
| 1925 | 431       |
| 1933 | 461       |
| 1939 | 425       |

| Jahr | Einwohner |
| ---- | --------- |
| 1946 | 426       |
| 1950 | 480       |
| 1964 | 411       |

| Jahr | Einwohner |
| ---- | --------- |
| 1971 | 392       |
| 1981 | –         |
| 1989 | 303       |

| Jahr | Einwohner |
| ---- | --------- |
| 1995 | 295       |
| 2000 | 331       |

Gebietsstand des jeweiligen Jahres, 1981 gehörte Klein Kölzig zur Gemeinde Groß Kölzig